# سيريسيو ايرو واني
سيريسيو إيرو واني (1919-25 مارس 1985) كان مسؤولاً ورجل دولة سودانيًا من جنوب السودان. شغل منصب عضو في الهيئة الجماعية على رأس الدولة السودانية، مجلس السيادة السوداني الأول، من 1955 إلى 1958.

## سيرة شخصية

### النشأة والتعليم
ولد سيريسيو إيرو واني عام 1919 في مدينة أوباري بولاية شرق الاستوائية. تلقى تعليمه في مدرسة الإرسالية الكاثوليكية في أوبارى، ثم التحق بمدرسة أوكارو المتوسطة من عام 1935 إلى عام 1938. تم اختيار واني لدورة تدريبية للمعلمين في 1940-1941، ولكن بدلاً من ذلك قرر العمل كأمين مخزن للحكومة في عام 1945، في النهاية انتقل إلى دور المحاسب.

### الحياة السياسية

#### قبل الاستقلال
انضم واني بعد ذلك إلى الإدارة وعُيِّن مديرًا مستعمرًا، يخدم في واو وبحر الغزال وتوريت.
كمندوب في مؤتمر جوبا لعام 1947، عارض واني فكرة مشاركة جنوب السودان في مجلس تشريعي موحد في الخرطوم. ومع ذلك، اقترح أنه إذا كان على الجنوب إرسال ممثلين، فيجب أن يعملوا كمراقبين لمشاهدة إجراءات الجمعية. كما دعا إلى إنشاء مجالس المحافظات كمنصات تدريب لأفراد جنوب السودان قبل مشاركتهم في التجمع. على الرغم من موقفه السابق، تم تعيين واني عضوا في المجلس التشريعي بالخرطوم عام 1948. في عام 1953، انتخب عضوا في الجمعية الوطنية السودانية عضوا في مجلس الشيوخ.
في عام 1954، تم اختيار واني من قبل البرلمان للانضمام إلى مفوضية الحاكم العام، حيث كان الممثل الوحيد لجنوب السودان. سافر مع سياسيين آخرين من جنوب السودان إلى القاهرة في نوفمبر 1954 لمناقشة مستقبل جنوب السودان مع السلطات المصرية. أسفرت المناقشات عن قرار للوحدة بين مصر والسودان، وكذلك إنشاء برلمان منفصل لجنوب السودان.

#### بعد الاستقلال

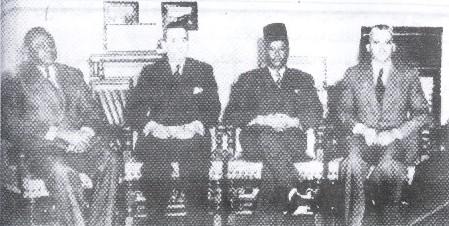
مجلس السيادة السوداني الأول (لا يشمل أحمد محمد صالح)، من اليمين إلى اليسار: أحمد محمد ياسين، الدرديري محمد عثمان، عبد الفتاح محمد المغربي، وسيريسيو إيرو واني.

بعد الاستقلال، أصبح واني عضوًا في مجلس السيادة السوداني الأول من 26 ديسمبر 1955 إلى 17 نوفمبر 1958، رئيسًا للمجلس الأعلى للدولة المكون من خمسة رجال.   مع مرور الوقت، تبنى موقفاً أكثر اعتدالاً داخل مجلس السيادة والبرلمان. واستمر في الخدمة في ظل نظام اللواء إبراهيم عبود بعد انقلاب عام 1958 وعين نائباً لرئيس المجلس المركزي في الخرطوم من عام 1961 إلى عام 1964. بالإضافة إلى ذلك، شغل منصب عضو في اللجنة الوطنية لشؤون الجنوب، التي تم تشكيلها في أغسطس 1964 لمعالجة القضايا التي تواجه جنوب السودان.

## التقاعد والوفاة
بعد ثورة أكتوبر 1964، تقاعد من السياسة واستقر في أوبارى عام 1965. كرس وقته للزراعة ولم يلعب أي دور سياسي نشط هام حتى وفاته في 25 مارس 1985. دفن واني في مسقط رأسه أوبارى.

## أنظر أيضا
- سانتينو دينغ تنغ
- بوث ديو
- ستانيسلاوس بايساما
- عبد الرحمن صولي
- لويجي أدوك